# Туденце
Туденце (мкд. Туденце) је насеље у Северној Македонији, у северном делу државе. Туденце припада општини Јегуновце.

## Географија
Насеље Туденце је смештено у северном делу Северне Македоније. Од најближег већег града, Тетова, насеље је удаљено 19 km североисточно.
Туденце се налази у доњем делу историјске области Полог. Насеље је положено на североисточном ободу Полошког поља. Југозападно од пружа се поље, а источно се издиже Жеден планина. Вардар протиче западно од насеља. Надморска висина насеља је приближно 400 метара.
Клима у насељу је умерено континентална. 

## Становништво
Туденце је према последњем попису из 2002. године имало 431 становника.
Претежно становништво у насељу су етнички Македонци (99%).
Већинска вероисповест је православље.